# NGC 4023
NGC 4023 é uma galáxia espiral (S?) localizada na direcção da constelação de Coma Berenices. Possui uma declinação de +24° 59' 21" e uma ascensão recta de 11 horas, 59 minutos e 05,3 segundos.